# Hoplostethus abramovi
Hoplostethus abramovi är en fiskart som beskrevs av Kotlyar, 1986. Hoplostethus abramovi ingår i släktet Hoplostethus och familjen Trachichthyidae. Inga underarter finns listade i Catalogue of Life.